# Yeni Qaradolaq
Yeni Qaradolaq (tidigare ryska: Еникарадолак: Jenikaradolak) är en ort i Azerbajdzjan.   Den ligger i distriktet Ağcabädi, i den centrala delen av landet, 220 km väster om huvudstaden Baku. Yeni Qaradolaq ligger 59 meter över havet och antalet invånare är 2 282.
Terrängen runt Yeni Qaradolaq är platt. Närmaste större samhälle är Ağcabädi, 16,3 km norr om Yeni Qaradolaq.
Trakten runt Yeni Qaradolaq består till största delen av jordbruksmark. Runt Yeni Qaradolaq är det ganska tätbefolkat, med 62 invånare per kvadratkilometer.